# Tivadar Kosztka Csontváry
Tivadar Kosztka Csontváry (/ˈtivɒdɒr ˈkostkɒ ˈt͡ʃontvaːri/ Kisszeben, 5 de julio de 1853-Budapest, 20 de junio de 1919) fue un pintor húngaro, adscrito al expresionismo.
Farmacéutico de profesión, a los 27 años se inició en la pintura tras una visión mística que le reveló que sería un gran pintor. Desde 1890 realizó un largo viaje por el Mediterráneo (Dalmacia, Italia y Grecia), el norte de África y el Oriente Medio (Líbano, Palestina, Egipto y Siria). Aunque su arte empezó a ser reconocido, su carácter solitario, su progresiva esquizofrenia y sus delirios religiosos le llevaron a alejarse de la sociedad. Pintó más de un centenar de imágenes, destacando su emblemático Cedro solitario (1907). Su arte conectó con el postimpresionismo y el expresionismo, aunque fue un autodidacta y su estilo es difícilmente clasificable. Aun así ha pasado a la historia como uno de los más importantes pintores húngaros.

## Galería

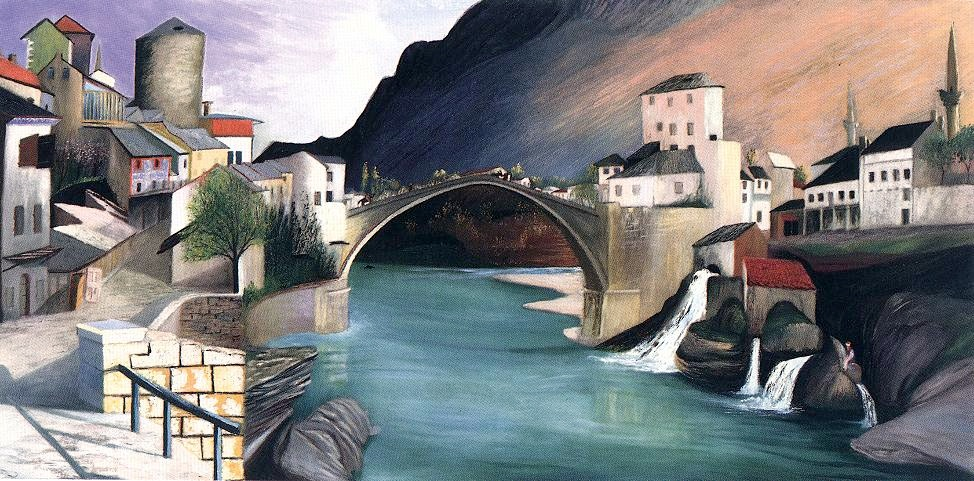
Római híd Mosztarban (1903)
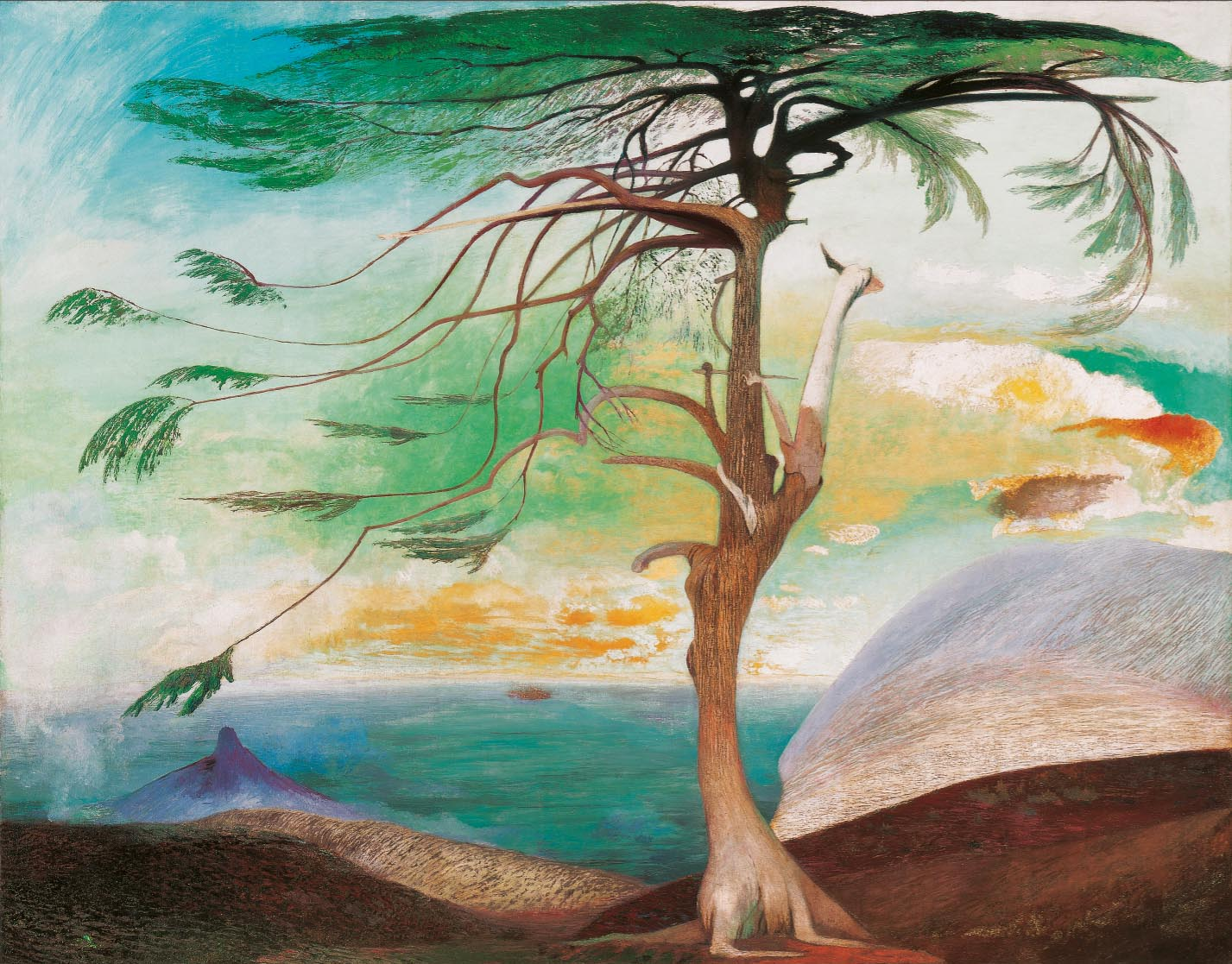
Cedro solitario (1907) - Csontváry Museum, Pécs
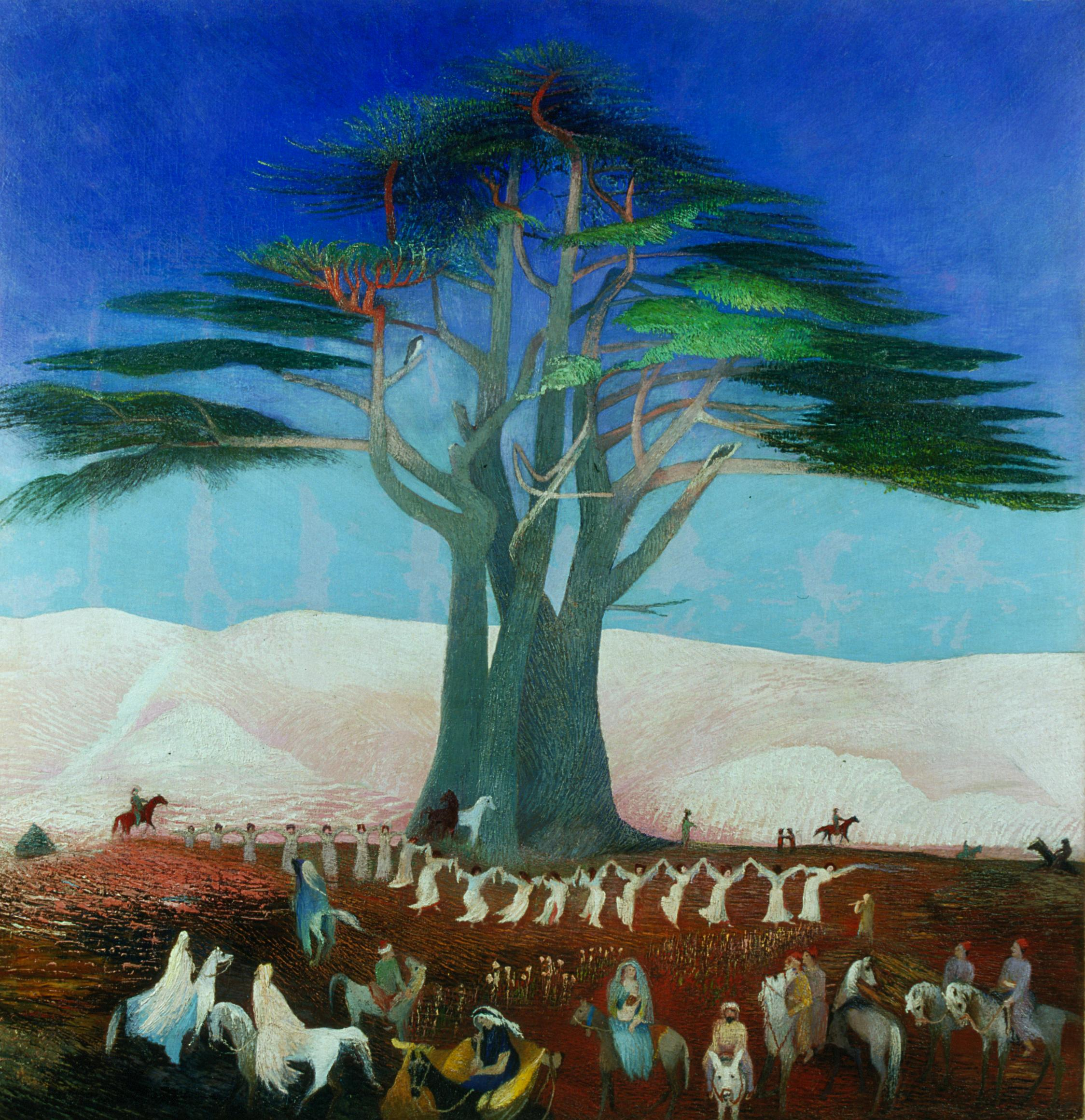
Peregrinaje a los Cedros de Líbano (1907)
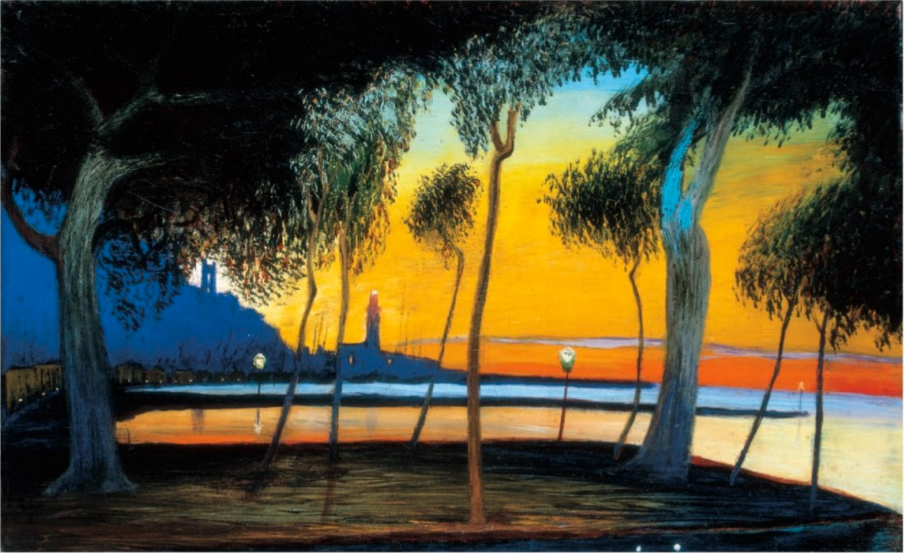
Ocaso en la bahía de Nápoles (1901)
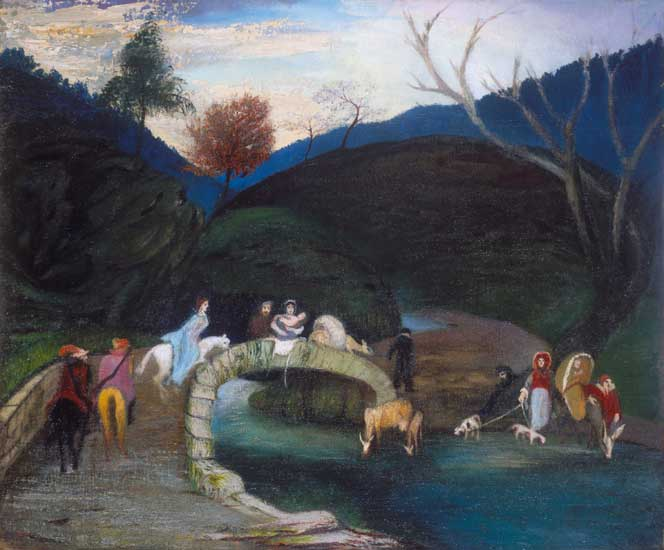
Paseando en compañía a través del puente
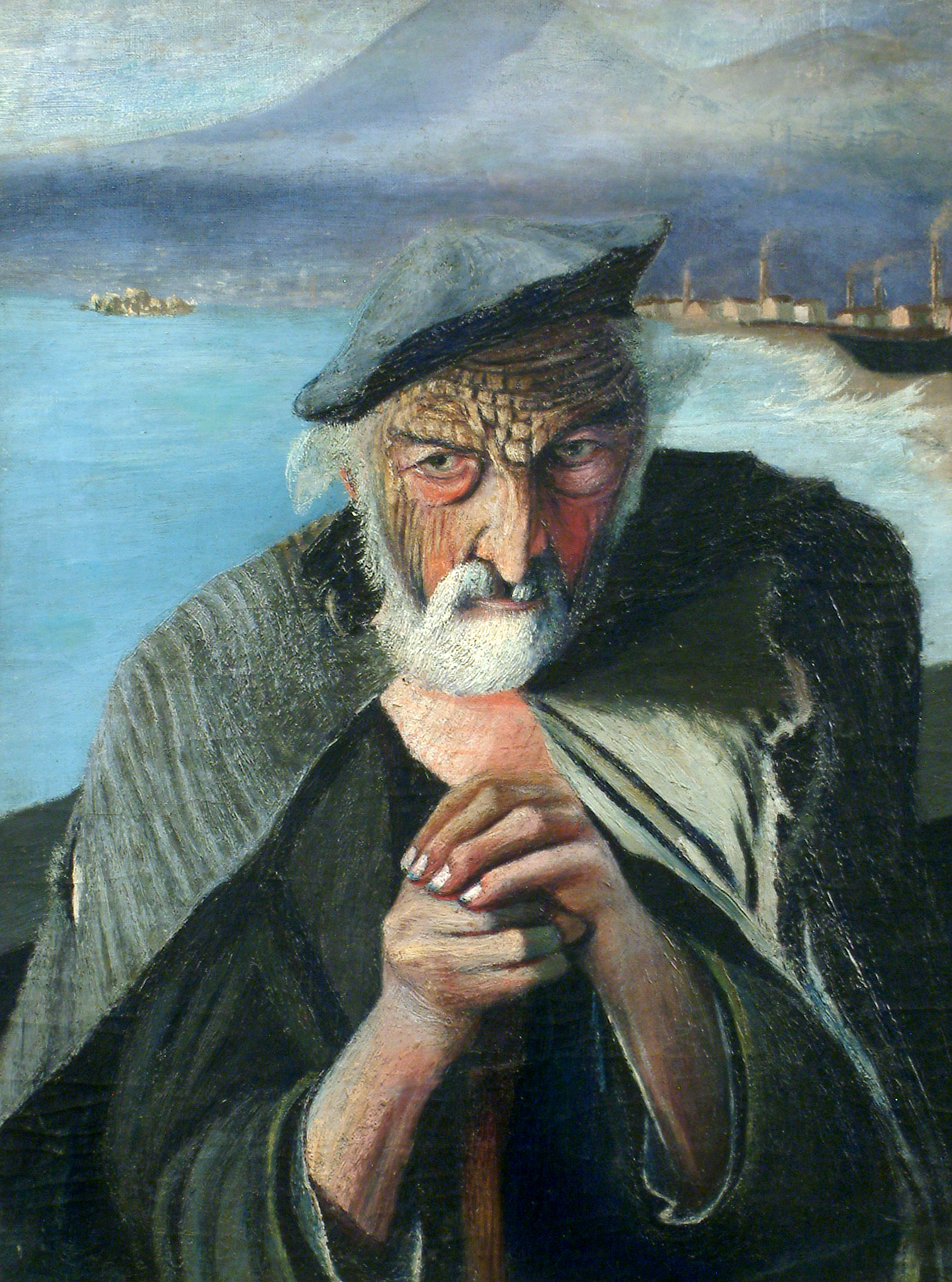
Viejo pescador (1902)
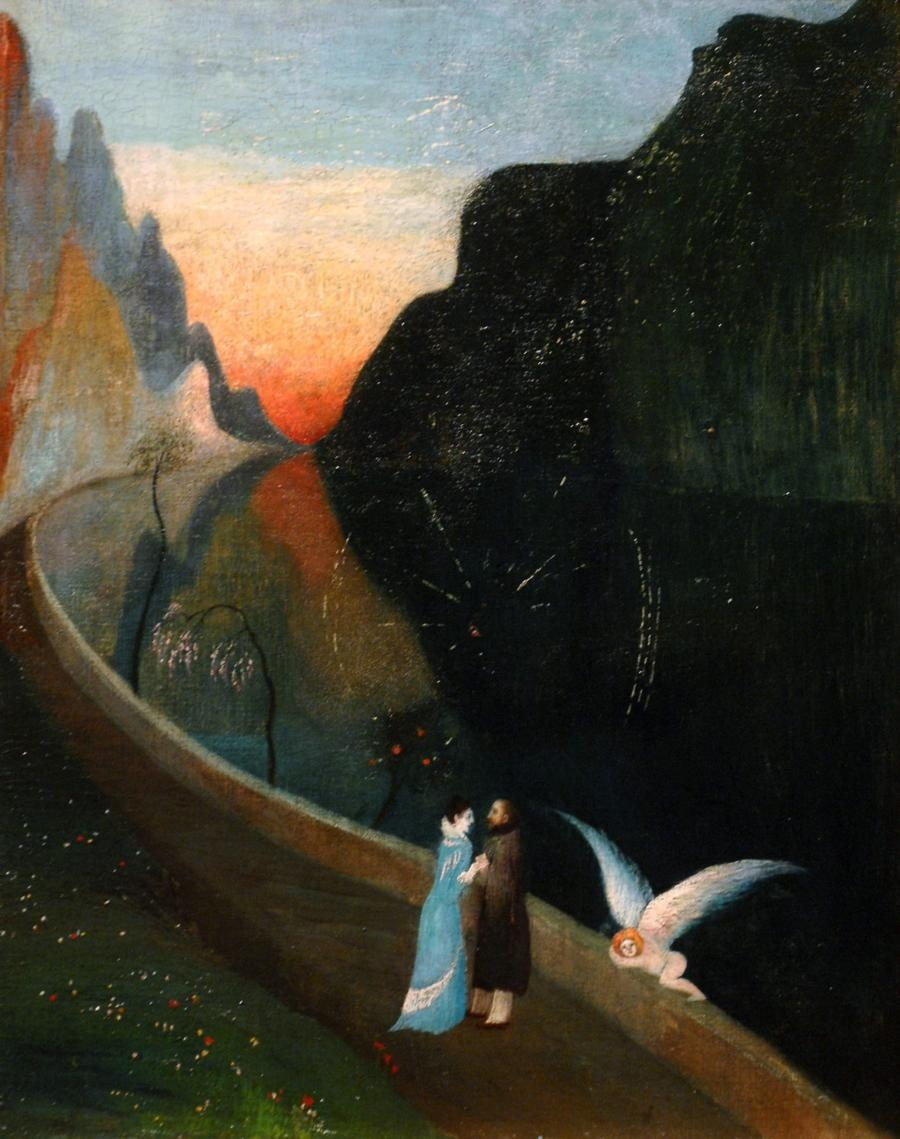
Rendez-vous de los amantes, c. 1902